# Gerard Biena Mukunku
Gerard Biena Mukunku, né le 5 mars 1977 à Kinshasa, est un joueur de football congolais, défenseur, désormais entraîneur de football. Il est également membre de la délégation de la fédération de football de la République démocratique du Congo.

## Carrière
Mukunku a joué dans la patrie pour les clubs Desembe et Vita, avec qui il est devenu champion du pays quatre fois. Malgré la position nominale du défenseur, Mukunku était le meilleur buteur de l'équipe, en étant le tireur prioritaire des pénalties. Dans le même temps, Mukunku a également joué pour l'équipe nationale de la RD Congo. En 2000, l'agent du footballeur a commencé à rechercher des offres lucratives à Mukunka. Les Congolais regardaient dans le Lokeren belge et le club tunisien Étoile du Sahel, mais aucune de ces équipes n'est venue et n'est revenue à Vita. En 2001, Mukunku a joué le premier match officiel de l'équipe nationale lors du tournoi de qualification pour la Coupe du monde 2002 avec la Tunisie. 
En 2000, le président du Spartak de Moscou Yury Zavarzin, qui était impliqué dans le commerce du diamant, a reçu des droits sur le Vita Club. Le propriétaire du Spartak Andrei Chervichenko pris le meilleur joueur du club Gerard Mukunka de cette équipe, concluant un contrat de deux ans avec le joueur. 
Mukunku a fait ses débuts au Spartak lors du match de la Coupe de la CEI, en raison du grand nombre de joueurs à la peau sombre qui étaient alors dans l'équipe, le public a accompagné chaque touche du ballon à Mukunku avec un rire amical, bien que Mukunku lui-même ait estimé que de cette manière, les fans lui ont montré leur joie. Après la fin de cette compétition, l'entraîneur-chef du Spartak Oleg Romantsev a annoncé qu'il ne pouvait pas se séparer du joueur africain, car « bon, il est bon ». 
Pendant le camp d'entraînement à Heinook, Mukunku a été perdu sur le chemin de l'hôtel au terrain, malgré le fait qu'ils ne sont qu'à trois minutes de marche les uns des autres. Malgré le fait que le footballeur ait signé le contrat, il n'a jamais joué dans le match officiel: des documents sont venus d'Afrique après la fin de la « fenêtre de transfert ». Après cela, Mukunku est rentré chez lui, où il a joué pour l'équipe qui a participé à la sélection pour la Coupe d'Afrique. En conséquence, Mukunku n'a passé que 12 matchs amicaux pour le Spartak et a marqué un but. 
En 2002, Mukunku a déménagé à Voronezh Fakel, où il est immédiatement devenu un joueur de l'équipe principale, après avoir joué 29 matchs lors de la première saison. En 2003, le Fakel, qui comprenait Mukunku, a pris la 18e place et s'est envolé de la première division du championnat de Russie, après quoi Mukunku a dû quitter l'équipe en raison de l'interdiction faite aux étrangers de jouer en deuxième division. 
Mukunku est retourné dans son pays natal et a déménagé au club TP Mazembe. Un an plus tard, Fakel est retourné en première division et a invité Mukunku à jouer à nouveau pour l'équipe de Voronezh, mais il a refusé. Mukunku a ensuite rejoint le club Maniema Union, est devenu le capitaine de l'équipe et a participé aux matchs de la Coupe des Confédérations de la CAF en 2008. 
En 2014, Mukunku a été contraint de mettre fin à sa carrière après avoir battu un juge lors du match de Coupe de la RD Congo, pour lequel il a été disqualifié pour dix ans.

## Vie personnelle
Mukunku a une femme Bongueli et deux enfants, un garçon Jordan et une fille Prisilla, ainsi que trois enfants adoptifs. L'épouse était également footballeuse, jouant pour le club congolais Milinga et l'équipe féminine du Congo.